# بچه‌ها دنبالم بیاین
بچه‌ها دنبالم بیاین یا دنبالم بیاین، پسرها! (به انگلیسی: Follow Me, Boys!) فیلمی محصول سال ۱۹۶۶ و به کارگردانی نورمن توکار است. در این فیلم بازیگرانی همچون فرد مک‌موری، ورا مایلز، لیلین گیش، شارلی روگلز، الیوت رید، کرت راسل، لوانا پاتن، کن مورای، شان مک‌کلوری، پارلی بائر، استیو فرنکن، مج بلیک، ریچارد باکالیان، آدام ویلیامز و دان چیس ایفای نقش کرده‌اند. 